# Parectopa rotigera
Parectopa rotigera là một loài bướm đêm thuộc họ Gracillariidae. Nó được tìm thấy ở Chile.